# Duvbo (stacja metra)
Duvbo - skalna stacja sztokholmskiego metra na niebieskiej linii T10, położona w gminie Sundbyberg, w dzielnicy Centrala Sundbyberg. Dziennie korzysta z niej około 3 200 osób. Na stacji znajdują się reliefy Jaskinia autorstwa Gösta Silléna.
Leży na głębokości 20-35 m, wyjście zlokalizowano przy Tulegatan. Stację otwarto 19 sierpnia 1985 jako 98. w systemie. Posiada jeden peron z dwoma krawędziami.
Stacja wzięła swoją nazwę od pobliskiej dzielnicy Duvbo, lecz się w niej nie znajduje.

## Czas przejazdu
| Linia | Stacja          | Czas przejazdu | Stacja                                 | Czas przejazdu     |
| T10   | Hjulsta         | 9 min          | Västra skogen Fridhemsplan T-Centralen | 6 min 9 min 12 min |
| T10   | Kungsträdgården | 15 min         | Västra skogen Fridhemsplan T-Centralen | 6 min 9 min 12 min |

## Otoczenie

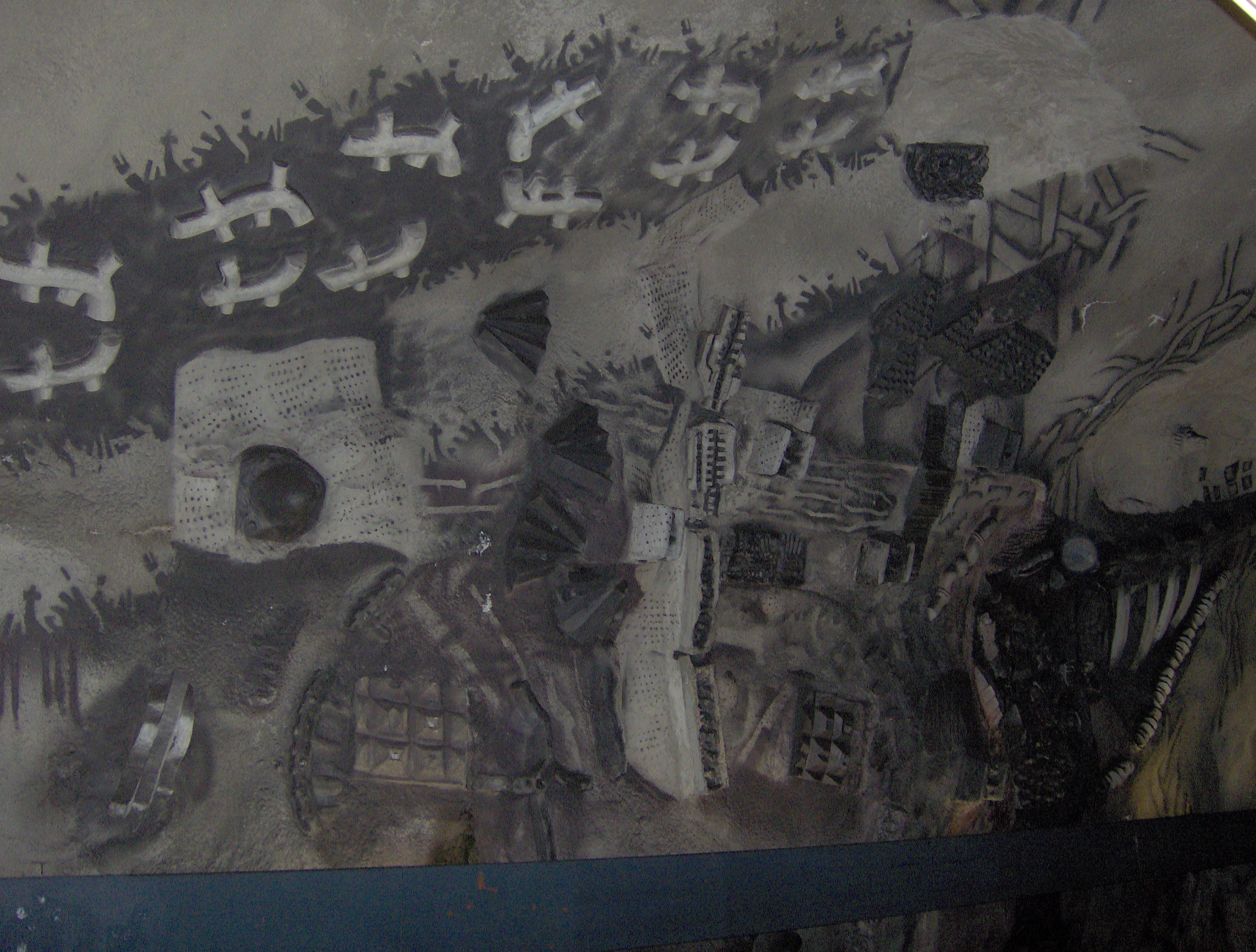
Reliefy

W pobliżu stacji znajdują się:
- jezioro Lötsjön
- Sundbybergs idrottsplats - boisko
- Löthallen - hala sportowa
- parki: Tuleparken oraz Tornparken